# Alessandro Fedeli
Alessandro Fedeli (født 2. marts 1996 i Negrar) er en forhenværende cykelrytter fra Italien.